# Турдеевск
Турдеевск — посёлок в Архангельской области в составе муниципального образования «Город Архангельск». В рамках административно-территориального деления подчинён Исакогорскому территориальному округу Архангельска.

## География
Турдеевск находится в 2 км к югу от Архангельска, на берегу реки Северная Двина и в 26 ки от центра города по следованию дорожной сети.
Общая площадь поселка превышает 86 га

### Часовой пояс
Поселок Турдеевск, как и вся Архангельская область, находится в часовой зоне МСК (московское время). Смещение применяемого времени относительно UTC составляет +3:00.

## Население
| 2002 | 2010 |
| ---- | ---- |
| 1025 | ↘947 |

Население — 997 человек (2023). 

## Инфраструктура
В поселке 7 улиц: Заводская, Западная, Левобережная, Таёжная, Турдеевская, Центральная и Школьная. 

## Экономика
Предприятия поселка:
ООО "Поморская Судоверфь"
Продуктовый магазин "Петрович"
АО "Почта России"

### Карты
- Талаги. Публичная кадастровая карта